# Moraea pendula
Moraea pendula är en irisväxtart som först beskrevs av Peter Goldblatt, och fick sitt nu gällande namn av Peter Goldblatt. Moraea pendula ingår i släktet Moraea och familjen irisväxter. Inga underarter finns listade i Catalogue of Life.